# Henrik Rantzau (rigsråd)
 Der er flere personer med dette navn, se Henrik Rantzau (flertydig).
Henrik Rantzau den Yngre (26. januar 1599 – 16. januar 1674) var en dansk rigsråd og stiftamtmand, som i sin ungdom i 1623 foretog en rejse til Orienten.

## Orientrejsen
Rantzau studerede fra 1614 ved Pædagogiet i Herborn (Hessen) og fra 1618 ved universiteterne i Genève, samme år i Orléans, 1621 i Padova og 1622 i Siena.
Han ankom 7. februar 1623 til Venedig og sejlede langs Grækenlands kyster gennem øhavet til Cypern videre til Akko. Herfra rejste han til Jerusalem, hvor han 8. til 20. april fejrede påskefesten og gjorde de sædvanlige valfarter til de hellige steder.
Fra Jaffa sejlede han til Ægypten, hvor han var 8. til 28. maj i Cairo og beså pyramiderne ved Giza mm.
Fra Alexandria indskibede han sig til Konstantinopel, hvor han ankom 25. juli og gjorde et længere ophold.
Efter at have besøgt de vigtigste steder i Tyrkiet påbegyndte han 18. september hjemrejsen via Edirne, Plovdiv, Sofia, Beograd, Sarajevo, Split og videre over Adriaterhavet til udgangspunktet Venedig, hvor han ankom 4. december 1623.
I 1669 udgav han 'Reise-Buch auf Jerusalem, Cairo und Constantinopel' og i 1704 tryktes 'Denkwürdige Reisebeschreibung'.

## Karriere
Det var først med Frederik 3.'s tronbestigelse 1648, at Rantzau trådte frem i det offentlige liv. Som en mand af mange kundskaber, ja måske lærdom, faldt han i denne konges smag. Efter at han 1648 havde fået ridderslaget, kom han 1649 ind i Rigsrådet, og 1650 fik han Åkær Len, som han 1660 ombyttede med Dronningborg Len, der imidlertid i 1661 afhændedes af kronen.
I 1656 ledsagede han Frederik 3. til Norge, mens hans hustru kaldtes til København for at holde dronning Sophie Amalie med selskab.
Under første Karl Gustav-krig juli-oktober 1657 var han leder af Jyllands forsvar og blev senere medlem af Krigskollegiet. Ved arvehyldingen i 1660 bar han rigsæblet.

Kort efter aflagde han ny ed som rigsråd og fik 1662 bestalling som sådan.
I begyndelsen af 1671 udnævntes han til gehejmeråd, assessor i Statskollegiet og Højesteret og snart efter til stiftamtmand over Århus Stift, samt amtmand over Havreballegård, Kalø og Stjernholms amter. Samme år blev han tillige kammerherre hos Christian 5., et nyt bevis på dennes yndest.

## Private forhold
Søn af Frants Rantzau (1555-1612) og Anne Eriksdatter Rosenkrantz (1566-1618), lillebror til Frederik Rantzau (1590-1645) og sønnesøn af statholder Henrik Rantzau (1526-1599) i hertugdømmerne. Faderen var blandt andet lensmand til Silkeborg Len.
Han var gift med Sophie Hansdatter Lindenov (1589-1666), enke efter Knud Henriksen Gyldenstierne (1575-1627). Hun var barnløs i begge ægteskaber.
Efter faderen arvede han Schøneweide i Holsten og Brobygård på Fyn. Med hustruen fik han Ågård ved Fjerritslev i Thy samt Møgelkær og Jensgård i Bjerre Herred. Han købte desuden Aalegaard ved Fjerritslev, Oregaard på Fyn, Rosenvold i Bjerre Herred og Sem (Jarlsberg) ved Tønsberg i Norge.
Han blev bisat i Gyldenstierne-gravkapellet i Rårup Kirke tæt ved Møgelkær, ved siden af sin afdøde hustru.